# Человек во внедорожнике (Кости)
Человек во внедорожнике (англ. The Man in the S.U.V.) — второй эпизод первого сезона телесериала «Кости». Премьера серии в США состоялась 20 сентября 2005 года на канале Fox. Режиссёром эпизода стал Аллан Крокер, сценаристом Стивен Нэйтен. В этой серии доктор Бреннан помогает Буту в установлении личности человека, погибшего во взорвавшемся внедорожнике, в результате чего пострадало несколько гражданских лиц. В эпизоде освещена такая проблема, как терроризм.

## Сюжет
После взрыва внедорожника перед кафе в Вашингтоне, судебного антрополога Темперанс Бреннан просят подтвердить личность Хамида Масрука, водителя этого автомобиля и лидера Арабо-американской Лиги Мира. С помощью своего ассистента, Зака Эдди, Бреннан очищает скелет и сравнивает кости с медицинской картой Масрука.
Хотя Бреннан убеждена, что жертвой является Хамид Масрук, она поручает Заку сделать реконструкцию черепа. Зак обнаружил, что фрагменты решётчатой и клиновидной костей не совпадают, что Темперанс объясняет возможным дегенеративным заболеванием.
Однако, несоответствия костей были вызваны не болезнью Педжета или волчанкой, а от гипса, частицы которого нашли Зак и Джек Ходжинс. Они решают, что гипс использовался как компонент бомбы. После Бреннан нашла микроскопические трещины в губчатой костной ткани Хамида, а Ходжинс установил, что жертву медленно травили диоксином.
Жена Хамида, Сара, настаивает, что её муж не был террористом. Бут подозревает её в неверности, но Бреннан и её подруга Энджела Монтенегро с этим не согласны. Бут узнаёт, что у Сары мог быть роман с Али Ладжаварти, но на момент взрыва тот находился на тренинге по Национальной безопасности, а следовательно не мог травить Масрука диоксином.
Зак и Ходжинс установили, что гипс, найденный на останках Масрука, использовался при производстве огнеупорной гипсокартонной плитки в 1903 году. Вычисляя дома, использовавшие эту плитку, команда выясняет, что один из них принадлежит Фариду Масруку. Прибыв в его дом, Бут и Бреннан не застают Фарида, но находят компоненты для изготовления бомбы, стену с отскребённой штукатуркой и экстремистскую литературу. Энджела вычислила, что мероприятие с большим количеством людей, где можно взорвать бомбу, будет в Культурном центре. Бреннан с напарником спешат туда, и находят Масрука с сумкой, начинённой бомбой. Агент Бут застрелил Фарида Масрука, который стал 47-й жертвой бывшего снайпера.

## Музыка
В эпизоде использованы следующие треки:
- I Turn My Camera On - Spoon
- Every ship must sail away - Blue Merle
- Shalom - Moonraker
- Try - Deep Audio

## Производство
Первоначально, «Человек во внедорожнике» должен был демонстрироваться на телевидении третьим по счёту, а эпизод «Мальчик на дереве» вторым. Но в итоге создатели телесериала поменяли их местами. Кульминационная сцена снималась в кампусе университета Лойолы Мэримаунт, Лос-Анджелес, Калифорния.

## Рейтинг
Второй эпизод телесериала посмотрело 7.27 миллионов зрителей, что на 33% ниже показателей пилотного эпизода (10.79 миллионов). Этот показатель снижения аудитории на второй неделе показа является довольно большим, так как обычно он составляет от 10% до 15%.